# Ottilie Müntzer
Ottilie Müntzer (geborene Ottilie von Gersen; * vor 1505; † nach 1525), war eine deutsche Nonne und die Ehefrau des Reformators Thomas Müntzer.

## Leben
Ottilie ist Tochter des Jobst v. Görschen und der Anna v. Bothfeld. Sie entstammte den in den Orten Klein- und Großgörschen ansässigem Adelsgeschlecht von Görschen. Zuerst erscheint Ottilie als Novizin im Zisterzienserinnenkloster Beuditz bei Weißenfels. Ob sie Thomas Müntzer dort kennenlernte, als sich dieser als Beichtvater der Zisterzienserinnen in Beuditz zwischen Ende 1519 bis April 1520 aufgehalten hatte, ist nicht überliefert. Nachfolgend soll sie Nonne im Zisterzienserinnenkloster St. Georgen in Glaucha bei Halle (Saale) gewesen sein, wo sie vielleicht nochmals Müntzer wiedersah, der dort als Prädikant und Kaplan von 1522 bis März 1523 tätig war. Ob sie zu den 16 Nonnen gehörte, die im Frühjahr 1523 aus dem Dominikanerinnenkloster Wiederstedt flohen, ist nicht bekannt. Kurz nach Ostern 1523 heiratete sie jedenfalls Müntzer, der gerade zum Pfarrer der Sankt-Johannes-Kirche in Allstedt  berufen worden war. Die Trauung vollzog vermutlich der mit Müntzer befreundete Simon Haferitz, Pfarrer der Wigberti-Kirche in Allstedt. Das erste Ehejahr scheint relativ ruhig gewesen zu sein. Müntzer hielt die Messe mit deutschsprachiger Liturgie, betrieb eine Druckerpresse in Allstedt (finanziert durch einen Vorschuss von 100 Gulden) und man vermutet, dass Ottilie ihn beim Verfassen der liturgischen Texte unterstützt hat. Am 27. März 1524 wurde den beiden ein Sohn geboren. In dieser Zeit nahmen sie seinen verarmten und verwitweten  Vater zu sich, den Ottilie bis zu seinem Tod 1524 pflegte. Müntzers Mutter war bereits 1521 gestorben.
Im Laufe des Jahres wurde die Situation jedoch prekär: Die im sogenannten „Allstedter Bund“ organisierten Anhänger Müntzers hatten die St.-Marien-Wallfahrtskapelle in Mallerbach des Klosters Nauendorf niedergebrannt, bei der folgenden Untersuchung durch Johann, den Bruder des sächsischen Kurfürsten Friedrich, fiel auf, dass der Kurfürst, Patronatsherr der Allstedter Pfarrstelle, Müntzers Berufung noch nicht zugestimmt hatte, weshalb eine Präsentationspredigt in der Allstedter Schlosskapelle am 13. Juli 1524 angesetzt wurde, die berühmte „Fürstenpredigt“, die, alsbald gedruckt und in alle Lande verschickt, weder Gefallen bei den Fürsten noch bei Luther fand. In der Nacht vom 7. zum 8. August musste Müntzer aus Allstedt fliehen, wobei er den Bürgern der Stadt die Sorge um Ottilie und seinen neugeborenen Sohn ans Herz legte.
Bei den Aktivitäten des nun auf Verlangen des Fürsten aufgelösten „Bundes“ soll Ottilie eine führende Rolle gespielt haben. Filmisch wird das so umgesetzt, dass Ottilie für die Aufständischen die erste Regenbogenfahne näht, die später zur Standarte des Bundschuhs wird. Ottilie scheint zunächst in Allstedt geblieben zu sein. Erst im Februar 1525 traf sie wieder mit ihrem Mann in Mühlhausen zusammen. Dort war der Aufstand in vollem Gange, der patrizische Stadtrat war durch den „Ewigen Rat“ der revoltierenden Bürger und Bauern ersetzt worden, Müntzer war Stadtpfarrer der Marienkirche und die Familie mit der inzwischen erneut schwangeren Ottilie wohnte im Haus des Deutschen Ordens gegenüber der Marienkirche. Ottilie soll in jener Zeit als Rädelsführerin bei der Störung eines Gottesdienstes in Mülverstedt kurzzeitig inhaftiert gewesen sein.
Die Zeit des Zusammenlebens war jedoch nur kurz und endete in der Katastrophe der Schlacht bei Frankenhausen am 15. Mai 1525, bei dem die von Müntzer geführten Bauern von einem Ritterheer geschlagen und vernichtet wurden. Müntzer selbst konnte zunächst entkommen, wurde dann aber gefangen, gefoltert und am 27. Mai enthauptet. Zuvor hatte er an die Mühlhauser Bürger appelliert, seiner Frau und seinem Sohn seine Hinterlassenschaft, insbesondere seine Bücher und Korrespondenzen, zu übergeben. Der Bitte scheint nicht entsprochen worden zu sein, denn am 19. August 1525 wendete Ottilie sich in einem Brief an den sächsischen Herzog Georg den Bärtigen mit einer diesbezüglichen Bitte.
Damit nicht genug, wurde Ottilie offenbar im Mai 1525 von einem Landsknecht der Fürsten vergewaltigt, eine Tat, über die sogar der bezüglich des Verfahrens mit den Aufständischen nicht zimperliche Luther in seinem „Sendbrief von dem harten Büchlein wider die Bauern“ seinen Abscheu ausdrückt:

„Als ich gehört hab, dass zu Mühlhausen unter etlichen grossen Hansen einer hab das arme Weib Thomas Müntzers, die nu ein Wittwen und schwangers Leibs ist, zu sich gefodert, vor ihr auf die Knie gefallen und gesagt: Liebe Frau, lass mich dich …. O, ein ritterliche, adeliche That, an einem elenden, verlassnen, schwangern Weiblin begangen; das ist ja ein kühner Held, der dreier Ritter wohl werth.“

Nach dem Tod Müntzers stand Ottilie völlig mittel- und schutzlos, aber nicht unbeobachtet da. In einer Instruktion an seine Räte für ein Treffen in Mühlhausen Anfang September 1525 ordnete Herzog Georg an, sie weiterhin genau zu beobachten. Auch von der Geburt des Kindes wollte er sogleich unterrichtet werden.
Möglicherweise hielt sie sich in der Folge bei Verwandten in Nordhausen oder Erfurt auf. Weiteres über ihr Schicksal oder das ihrer Kinder ist nicht überliefert.

## Rezeption
Ottilie Müntzer erscheint als Ehefrau Müntzers in mehreren biographischen Filmen über Müntzer:
- Die Geschichte Mitteldeutschlands: Thomas Müntzer – Der Satan von Allstedt. TV-Dokumentation, Deutschland 2010, gespielt von Annett Krause
- Ich, Thomas Müntzer, Sichel Gottes. Fernsehfilm, DDR 1989, gespielt von Claudia Michelsen
- Thomas Müntzer – Ein Film deutscher Geschichte. Spielfilm, DDR 1956, gespielt von Margarete Taudte
- Zwischen Himmel und Hölle, Fernsehfilm, Deutschland 2017, gespielt von Aylin Tezel

In einem historischen Roman gestaltet wurde das Schicksal der Ottilie Müntzer von
Juliane Bobrowski: Ottilie Müntzer. Roman. Berlin Union-Verlag 1989, ISBN 3-372-00272-5.

## Zitat
„Ich bin traurig, dass wir über Müntzers Frau so wenig wissen. Ich wüsste da gerne mehr, denn das waren Frauen, die aus dem Kloster den Schritt in die Welt gegangen sind und dann auch noch einen ehemaligen Priester geheiratet haben. Also dazu gehörte schon Mut, muss man ganz klar sagen, weil auch die Befürchtungen da waren, dass Kinder aus solchen Beziehungen schrecklich missgebildet wären, beispielsweise wenn eine entlaufene Nonne, ein entlaufener Priester heiraten und Kinder zeugen. Das waren mutige Frauen und – über das Kloster – natürlich auch gebildete Frauen, die haben durchaus auch ihre Rolle gespielt.“